# (5036) Tuttle
(5036) Tuttle (1991 US2) – planetoida z pasa głównego asteroid okrążająca Słońce w ciągu 5 lat i 209 dni w średniej odległości 3,14 j.a. Została odkryta 31 października 1991 roku w obserwatorium w Kushiro przez Seiji Uedę i Hiroshi Kanedę. Nazwa planetoidy pochodzi od Horacego Tuttle'a, amerykańskiego astronoma.